# Uppcon
UppCon var ett anime- och mangaevenemang i Uppsala som organiserades mellan 2001 och 2012 och var Sveriges största konvent.  Evenemangen arrangerades av ordenssällskapet Uppsalakai.
Konventet brukade vara i tre dagar, oftast fredag till söndag och omfattade cosplay-tävlingar, TV-spelstävlingar, försäljning av importerade varor från Japan samt varor liknande med UppCon-motiv.

## Historik
UppCon 10 anordnades den 9–11 april 2010 i Uppsala Konsert & Kongress och på Vaksala torg därutanför. Det hade över 3 500 besökare och var till skillnad mot tidigare år delvis öppet för allmänheten. De flesta tidigare konventen har hållits i ett konferenshus vid namn Atrium (med filmvisning på biografen Royal), som hade en övre besökargräns på cirka 2 000 personer. De tidigaste Uppcon ägde rum i Slottsbiografen med tillhörande lokaler.
UppCon ägde 2011 för första gången rum under sommaren, 3–5 juni, och samlade 3 463 besökare.
I maj 2012 meddelades det att 2012 års UppCon, mellan 15 och 17 juni 2012, beräknades bli det sista och att evenemanget därefter skulle läggas ner.